# Detroit Vagabond Kings
I Detroit Vagabond Kings furono una squadra professionistica di basket con sede a Detroit, fondata e allenata da King Boring. Disputarono la prima parte di stagione della National Basketball League 1948-1949, prima di fallire a causa di problemi economici. Vennero sostituiti dai Dayton Rens. Continuarono negli anni successivi a giocare come squadra indipendente.

## Stagioni
| Stagione | Lega | Denominazione          | V | P  | %    | Piazzamento | Play-off |
| -------- | ---- | ---------------------- | - | -- | ---- | ----------- | -------- |
| 1948-49  | NBL  | Detroit Vagabond Kings | 2 | 17 | 10,5 | 4º          | -        |